# Гаплография
Гаплография — однократное написание слога, повторяющегося дважды. Например, английское слово idolatry (рус. идолопоклонничество) происходит от греческого eidololatreia, но один слог утерян вследствие гаплографии. Другие примеры: endontics ← endodontics (рус. эндодонтия), voraphilia ← vorarephilia (рус. ворарефилия).
В английском языке есть много примеров традиционной гаплографии. Например, в конце утвердительного предложения ставится точка (англ. full stop/period). Однако если последнее слово утвердительного предложения само оканчивается на точку (примеры: etc., Ltd., Inc.), точка в конце предложения опускается. Это становится более ясным в сравнении с вопросительными и восклицательными предложениями, в которых вопросительный и восклицательный знаки в подобных случаях не опускаются.
- Philip K. Dick wrote the novel Lies, Inc. (рус. Филип Дик написал роман «Обман Инкорпорейтед».)
- Who wrote the novel Lies, Inc.? (рус. Кто написал роман «Обман Инкорпорейтед»?)
- So, it was Philip K. Dick who wrote the novel Lies, Inc.! (рус. И это был Филип Дик, который написал роман «Обман Инкорпорейтед»!)